# 阿濟根
阿濟根或译阿吉根（转写：ajigen，？—1626年），清朝太祖努尔哈赤的庶妃。

## 生平
阿濟根的生平家系不详，《满洲实录》满文称“ᠪᡠᠶᠠ 
ᡶᡠᠵᡳᠨ”（buya fujin），翻译为小福晋:151，或译为“妃”。《清史稿》称为庶妃。当是努尔哈赤的婢妾。
天命十一年（1626年）八月，努尔哈赤逝世，四大贝勒（代善、阿敏、莽古尔泰、皇太极）主政，“诸王”以努尔哈赤遗言的名言令大福晋阿巴亥殉葬。她与代因扎同殉。因个人资料、姓氏不详，她是否是努尔哈赤庶妃兆佳氏等人中的一人，不得而知:148。

## 相關
- 清朝皇后及妃嬪列表